# Чамкаур
Чамкаур — місто в окрузі Рупнагар в індійському штаті Пенджаб.

## Історія
Він відомий першою битвою при Чамкаурі (1702) і другою битвою при Чамкаурі (1704), які відбулися між Великими Моголами та Гуру Ґобіндом Сінгхом.
Чамкаур розташоване на березі каналу Сиргінд, за 15 км від Морінди та 16 км від Рупнагара. Гуру Ґобінд Сінґх, двоє його старших синів і 40 послідовників прийшли сюди з Котла-Ніханг-хана, а його переслідувачі Моголів йшли за ним. Вони прийшли в сад, нібито Раджа Руп Чанд, де зараз стоїть Гурдвара Катлгарх Сахіб. Є кілька інших Гурудвар на імена Тарі Сахіб, Дамдама Сахіб, Гархі Сахіб і Ранджітгарх Сахіб, які відзначають відвідини та зупинки Гуру Гобінда Сінгха.

### Втрата спадщини
Оригінальна будівля Гархі Сахіб, побудована в 19 столітті, була знесена групами Кар Сева під патронатом SGPC, які побудували на її місці більший мармуровий комплекс. Цей крок був засуджений сикхськими істориками як знищення спадщини сикхів. Гурдвара (Дамдама Сахіб) також була побудована над бакхом (садом), у якому таборував десятий Гуру.

## Святині
П'ять історичних Ґурдвар у Чамкаур Сахіб
1. Гурдвара Шрі Каталгарх Сахіб
2. Гурдвара Шрі Гархі Сахіб
3. Гурдвара Шрі Дамдама Сахіб
4. Гурдвара Шрі Ранджитгарх Сахіб
5. Гурдвара Шрі Таррі Сахіб

## Пам'ятки
Нещодавно було завершено будівництво тематичного парку в Шрі Чамкаур Сахіб, який вшановує життя та жертви старших синів Гуру Гобінда Сінгха Баба Аджит Сінгх і Баба Джуджхар Сінгх.
Щорічна церемонія старійшини Сахібзади Шрі Гуру Гобінда Сінгха Джі, ie Баба Аджит Сінгх Джі, Баба Джуджхар Сінгх Джі, Три Піара Бхай Хімат Сінгх Джі, Бхай Мохкам Сінгх Джі, Бхай Сахіб Сінгх Джі та 40 хоробрих сикхських солдатів, відзначається щороку належної поваги 20–22 грудня (6,7,8 год).

## Галерея

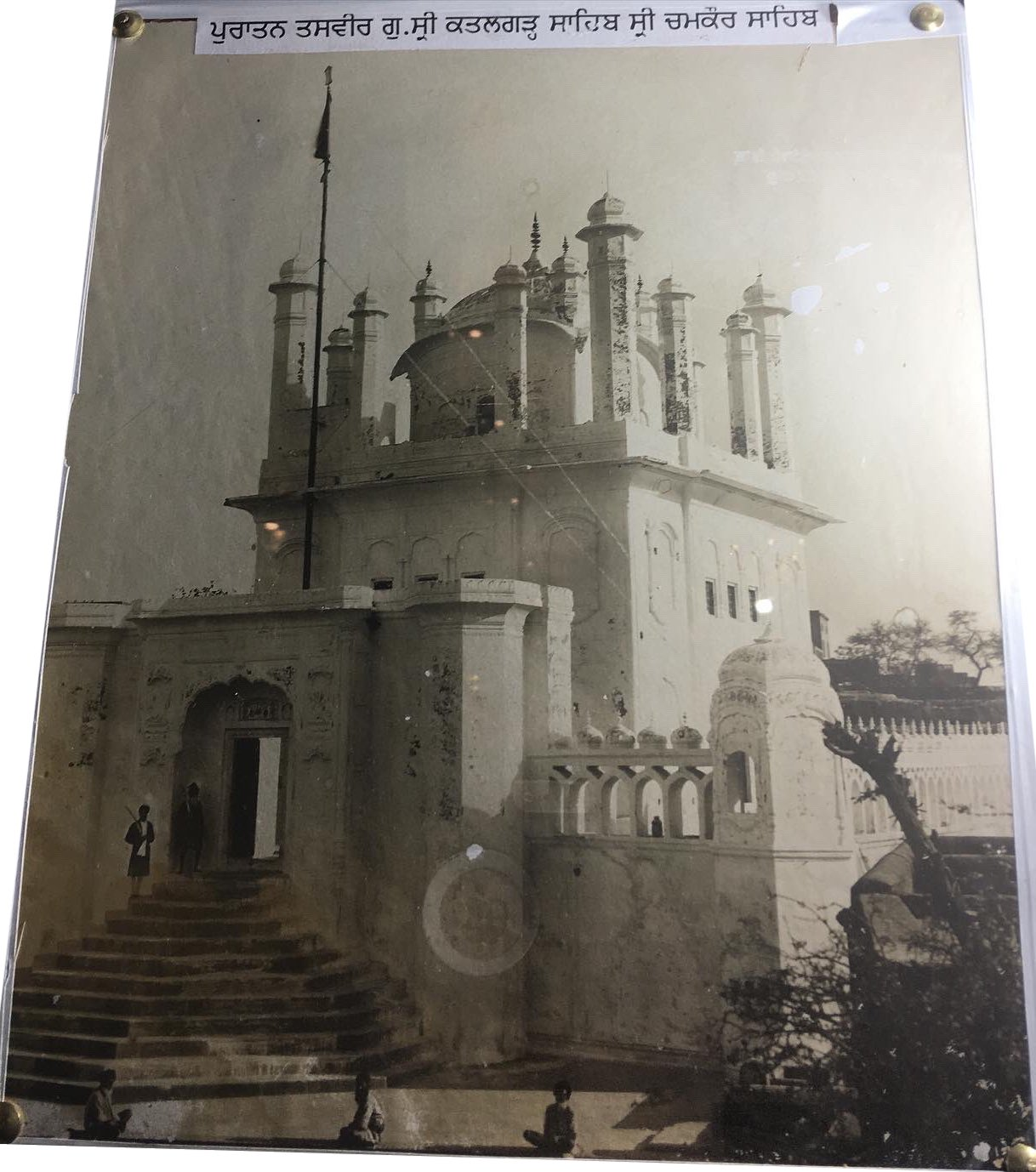
Фотографія 1920-х років Гурдварі Каталгарха Сахіба в Чамкаурі. Ця споруда була побудована в 1830-х роках раджею Бхупом Сінгхом з Ропара. Згодом знесена Кар Севаксом.
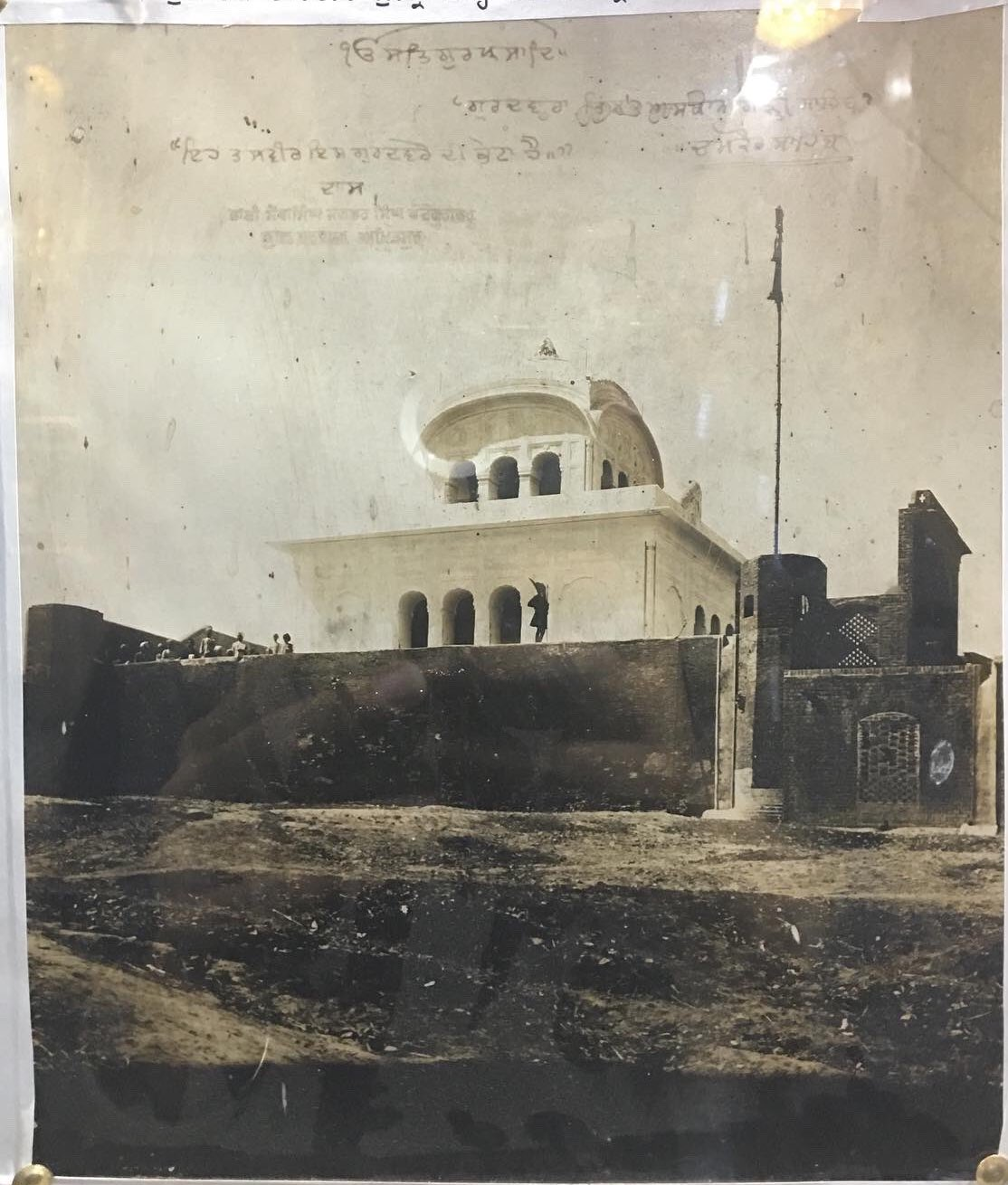
Фотографія 1920-х років Кана Сінгха Набхі з Гурдвара Тілак Астхан (Гархі Сахіб) у Чамкаурі, побудована махараджею Карамом Сінгхом із штату Патіала у першій половині 19 століття (приблизно 1840-ті). Згодом знесена Кар Севаксом.
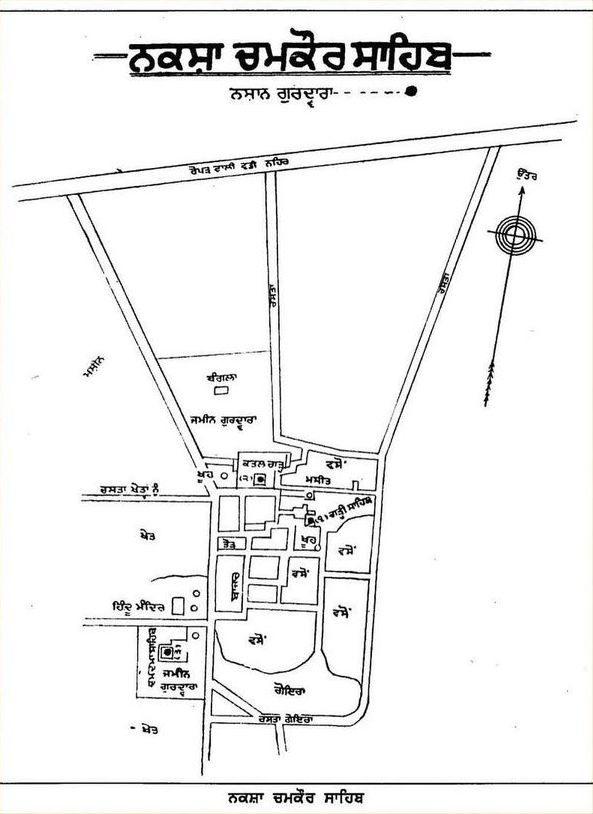
Карта місця Чамкаур відКана Сінгха Набхі.

| Religion in Chamkaur Sahib | Religion in Chamkaur Sahib | Religion in Chamkaur Sahib | Religion in Chamkaur Sahib | Religion in Chamkaur Sahib |
| -------------------------- | -------------------------- | -------------------------- | -------------------------- | -------------------------- |
| Religion                   |                            |                            | Percent                    |                            |
| Сикхізм                    | Сикхізм                    |                            | 66.86%                     | 66.86%                     |
| Індуїзм                    | Індуїзм                    |                            | 27.26%                     | 27.26%                     |
| Іслам                      | Іслам                      |                            | 4.78%                      | 4.78%                      |
| Християнство               | Християнство               |                            | 0.88%                      | 0.88%                      |
| Інше                       | Інше                       |                            | 0.22%                      | 0.22%                      |